# Груцинов
Груцинов — хутор в Каменском районе Ростовской области России.
Административный центр Груциновского сельского поселения.

## География

### Улицы
| - ул. Братская - ул. Вишневая - ул. Заречная - ул. Молодёжная - ул. Подгорная | - ул. Проселочная - ул. Степная - ул. Студенческая - ул. Тихая - ул. Школьная | - пер. Виноградный - пер. Придорожный - пер. Садовый |

## История
В 1763 году казак станицы Калитвенской И. В. Груцинов основал поселение, которое и стало называться его именем. А в 1864 году в хуторе Груцинове была построена Николаевская церковь — одна из первых хуторских в Донецком округе. Церковь была деревянная, выкрашенная небесной краской. В метрических книгах этой церкви была найдена запись о рождении сына Максима у Хорошилова Егория Дмитриевича и жены его Татьяны Ивановны. Перед Великой Отечественной войной здание церкви стали использовать как склад.
К началу Первой мировой войны, в 1914 году, хутор Груцинов имел 5106 десятин земли, было в нём 190 дворов и проживало 1277 жителей. В хуторе была паровая мельница, церковно — приходская школа, одноклассное приходское училище, почётным блюстителем которого являлся С. П. Усачёв. Атаманом был урядник Г. Груцинов. Где раньше находился дом Хорошиловых, сейчас там живёт Георгий Григорьевич Попов, который в детстве ездил в Краснодон к Хорошиловым-Щепетковым. Он показал место, где находился дом, старый колодец Хорошиловых, который он расчистил. В этом колодце при расчистке была найдена шашка Максима Егоровича (по его словам он был есаулом). Эту шашку позже отдали в краеведческий музей.

## Население
| 2010 |
| ---- |
| 360  |

## Экономика
В хуторе расположен сельскохозяйственные производственные кооперативы «Груциновский» и «Рассвет», занимающиеся выращиванием зернобобовых культур и животноводством.